# Alfredo Ladreda
Alfredo Martínez Ladreda (Turón, Asturias, España, 26 de octubre de 1924) es un exfutbolista español que jugaba como defensa.

## Clubes
| Club                         | País   | Año       |
| ---------------------------- | ------ | --------- |
| Cultural y Deportiva Leonesa | España | 1945-1946 |
| Real Gijón                   | España | 1946-1955 |